# Anemone caroliniana
Anemone caroliniana är en ranunkelväxtart som beskrevs av Thomas Walter. Anemone caroliniana ingår i släktet sippor, och familjen ranunkelväxter. Inga underarter finns listade i Catalogue of Life.